# 清田精二
清田 精二（きよた せいじ、1955年3月22日 - ）は、福井放送 (FBC) のラジオパーソナリティ（2024年3月まで）。元同局のアナウンサー。

## 過去の担当番組

### テレビ
- ズームイン!!朝! - 福井中継担当[2]
- FBCニュースプラス1
- 市民の窓
- 県民サロン

### ラジオ
- キャンパス・ヤンヤン（1978年7月）[1]
- 青春キャンパス（文化放送） - 福井放送キャンパスリーダー[1]
- さわやかFUKUIモーニングワイド[1]
- こんにちはFUKUIアフタヌーンワイド[1]
- 清田精二です。おじゃましまーす[1]
- ラジオキャンパス
- どんなモーニング？
- FBCラジオ土曜スペシャル - 不定期パーソナリティ
- かたいけの
- 清田精二の丸々フォークソング[5]
- ユーグレディオ - 金曜パーソナリティ[6]
- いまどき大人研究所
- 清田精二のいいね！土曜日（2020年4月 - 2023年3月）
- 午後はとことん よろず屋ラジオ（2023年4月 - 2024年3月）